# Thelypteris seemannii
Thelypteris seemannii là một loài thực vật có mạch trong họ Thelypteridaceae. Loài này được (J. Sm.) A.R. Sm. miêu tả khoa học đầu tiên năm 1980.